# Steppeklapekster
De steppeklapekster (Lanius  excubitor pallidirostris) of (Lanius  lahtora pallidirostris) is een zangvogel uit de familie van klauwieren (Laniidae). 

## Taxonomie
Het klapekstercomplex is ingewikkeld en er is nog geen overeenstemming hoe dit het beste kan worden verdeeld in soorten en ondersoorten. Op de lijst van het IOC is de steppeklapekster, Lanius excubitor pallidrostris, een ondersoort van de (gewone) klapekster, Lanius excubitor.
Op de Nederlandse taxonomische lijst heeft de steppeklapekster de naam Lanius lahtora pallidirostris en is het een ondersoort van de Aziatische klapekster, Lanius lahtora.

## Verspreiding
De soort komt voor van de Iran tot het noorden van China.